# Клинтвуд (Виргиния)
Клинтвуд (англ. Clintwood) — город и административный центр округа Дикенсон  в штате Виргиния США. По данным переписи 2020 года, численность населения составляла 1377 человек.

## Население
| 2010 | 2020  |
| ---- | ----- |
| 1414 | ↘1377 |